# Torre de Cap-roig
La torre de Cap-roig és un edifici desaparegut a l'Ampolla declarat bé cultural d'interès nacional.

## Descripció
Les restes del castell estaven situades a l'extrem est d'una plataforma en forma d'esperó que entra dins del mar, anomenada punta de Minyana, en un terreny amb garrofers i vegetació baixa molt abandonat.
La torre del castell era de planta circular, de 7 metres de diàmetre, i estava construïda amb pedra i morter de calç.

## Història
Les restes de la Torre del Cap Roig es van localitzar al maig de 1992. Es coneixia l'existència de la torre per referències documentals i per la cartografia antiga.
El dia 26 d'agost de 2002, l'arqueòleg territorial de les Terres de l'Ebre, advertit de la construcció d'un complex hoteler a la Punta Minyana, efectuà una visita d'inspecció al lloc on es localitzaven les restes de la Torre de Cap Roig. Durant aquesta visita detectà la desaparició de les restes de la torre, la qual probablement va ser destruïda durant el moviment de terres provocat per les obres de construcció del complex, les quals ja es trobaven força avançades. Les restes de les galeries subterrànies de defensa militar, associades a aquest sector i pròximes a les restes de la torre, també havien desaparegut.